# Савели
Савѐли (на италиански: Savelli) е село и община в Южна Италия, провинция Кротоне, регион Калабрия. Разположено е на 1014 m надморска височина. Населението на общината е 1321 души (към 2012 г.).